# Planismus floridanus
Planismus floridanus es una especie de coleóptero de la familia Silvanidae.

## Distribución geográfica
Habita en Florida (Estados Unidos).